# All Saints (David Bowie)
All Saints è il nome di due diverse compilation di David Bowie, la prima pubblicata nel 1993 e la seconda nel 2001 dalla EMI, entrambe relative a musica strumentale.

La prima delle due compilation era un disco doppio, prodotto come regalo di Natale per gli amici e i familiari di Bowie nel 1993. Ne furono prodotte solo 150 copie. Considerata la sua rarità, l'album, nel corso degli anni, è diventato un pezzo da collezione assai ricercato.

Nel 2001 un secondo album intitolato All Saints è stato messo in commercio da Bowie. Per questa release, tutte le tracce appartenenti all'album Black Tie White Noise e la traccia South Horizon dell'album The Buddha of Suburbia sono state eliminate e sostituite da Brilliant Adventure dall'album 'hours...' e da Crystal Japan, pezzo strumentale singolo.

Nessuna delle due release rappresenta una compilation completa della produzione strumentale di Bowie.

## Tracce (versione 1993)

### Disco 1
1. Warszawa – 6:17 (Bowie, Brian Eno)
2. Some Are – 11:17 (Bowie, Eno, Philip Glass) – (Low Symphony version)
3. Subterraneans – 5:37 (Bowie)
4. Moss Garden – 5:03 (Bowie, Eno)
5. Sense of Doubt – 3:57 (Bowie)
6. Neuköln – 4:34 (Bowie, Eno)
7. Art Decade – 3:43 (Bowie)
8. The Mysteries – 7:08 (Bowie)
9. Ian Fish U.K. Heir – 6:20 (Bowie)

### Disco 2
1. Abdulmajid – 3:40 (Bowie, Eno)
2. South Horizon – 5:20 (Bowie)
3. Weeping Wall – 3:25 (Bowie)
4. Pallas Athena – 4:40 (Bowie)
5. A New Career in a New Town – 2:50 (Bowie)
6. The Wedding – 5:04 (Bowie)
7. V-2 Schneider – 3:10 (Bowie)
8. Looking for Lester – 5:36 (Bowie, Nile Rodgers)
9. All Saints – 3:35 (Bowie, Eno)

## Tracce (versione 2001)
1. A New Career in a New Town – 2:50 (Bowie)
2. V-2 Schneider – 3:10 (Bowie)
3. Abdulmajid – 3:40 (Bowie, Eno)
4. Weeping Wall – 3:25 (Bowie)
5. All Saints – 3:35 (Bowie, Eno)
6. Art Decade – 3:43 (Bowie)
7. Crystal Japan – 3:08 (Bowie)
8. Brilliant Adventure – 1:51 (Bowie)
9. Sense of Doubt – 3:57 (Bowie)
10. Moss Garden – 5:03 (Bowie, Eno)
11. Neuköln – 4:34 (Bowie, Eno)
12. The Mysteries – 7:12 (Bowie)
13. Ian Fish U.K. Heir – 6:27 (Bowie)
14. Subterraneans – 5:37 (Bowie)
15. Warszawa – 6:17 (Bowie, Eno)
16. Some Are – 11:17 (Bowie, Eno, Glass) – (Low Symphony version)